# Сокольское (Ивановская область)
Сокольское — село в составе Тимирязевского сельского поселения Лухского района Ивановской области.

## География
Через село протекает река Лух.

## История
В 1803 году в селе была построена церковь Рождества Христова, на строительство которой 500 рублей, в том числе, выделил император Александр I.

## Население
| 1872 | 1907 | 2002 | 2010 |
| ---- | ---- | ---- | ---- |
| 327  | ↗509 | ↘20  | ↘18  |

## Достопримечательности
- Церковь Рождества Христова (Сокольское)